# 파이어베이스
파이어베이스(Firebase)는 2011년 파이어베이스(Firebase, Inc)사가 개발하고 2014년 구글에 인수된 모바일 및 웹 애플리케이션 개발 플랫폼이다.

## 역사
파이어베이스는 2011년 제임스 탬플린(James Tamplin), 앤드루 리(Andrew Lee)가 설립한 이전의 스타트업 기업 인볼브(Envolve)로부터 발전하였다. 인볼브는 개발자들에게 온라인 채팅 기능을 자신의 웹사이트에 연동할 수 있는 API를 제공하였다. 채팅 서비스를 출시한 이후 Tamplin과 Lee는 채팅 메시지가 아닌 애플리케이션 데이터를 전달하는데 사용되고 있음을 알아차렸다. 개발자들은 인볼브를 사용하여 자신의 사용자들 간에 실시간으로 게임 스테이트와 같은 애플리케이션 데이터를 동기화하고 있었다. Tamplin과 Lee는 채팅 시스템과 이를 지원하는 실시간 아키텍처를 분리하기로 마음먹었다. 그들은 2012년 4월 파이어베이스를 별도의 기업으로 설립하였다.
파이어베이스는 2012년 5월 시드머니를 모금했다. 더 나아가 이 기업은 2013년 6월 시리즈 A 펀딩을 모금했다. 2014년 10월, 파이어베이스는 구글에 인수되었다.

## 오픈 소스 프로젝트

### 파이어패드
파이어패드는 오픈 소스 협업 실시간 편집기이다. MIT 라이선스로 출시되는 파이어패드는 아틀라시안 스태시 리얼타임 에디터와 Koding을 포함한 여러 편집기에 사용된다.

### 파이어챗
파이어챗(Firechat)은 오픈 소스 실시간 채팅 애플리케이션이다. MIT 라이선스를 통해 출시된다.

### 지오파이어
지오파이어(GeoFire)는 파이어베이스 실시간 데이터베이스를 이용하는 오픈 소스 라이브러리로서, 앱 개발자들이 지리학적 위치에 기반한 키들의 집합을 저장하고 조회할 수 있게 한다.